# 黑罗尔茨贝格
黑罗尔茨贝格是德国巴伐利亚州的一个市镇。总面积11.10平方公里，总人口8262人，其中男性3981人，女性4281人（2011年12月31日），人口密度744人/平方公里。